# Josep Manzano i Cererols
Josep Manzano i Cererols   (Navars, 4 de setembre de 1983) és un ex-pilot de trial català. L'any 2001 va guanyar el Campionat d'Europa de trial i el Campionat del Món de trial júnior amb Sherco.

## Resum biogràfic
Manzano començà a competir en trialsín a 4 anys i amb 7 ja aconseguí el primer lloc català i el segon espanyol de la categoria Promeses. El 1993, a 9 anys, assolí els títols de Campió d'Espanya i dels Països Catalans i Subcampió del Món en categoria Poussin, quan aquest esport ja s'anomenava oficialment biketrial.
El 1994, a 10 anys, va passar al trial en motocicleta obtenint-hi èxits ràpidament: campió de Catalunya en les categories Juvenil (1995), Cadet (1997) i Júnior (1998 i 1999). El 1999 aconseguí també el Campionat d'Espanya Júnior individual, i també per equips representant Catalunya. En acabar l'any 1999 fitxà per Sherco. Com a pilot oficial d'aquest equip participà en els Campionats del Món (Júnior), d'Europa, d'Itàlia i d'Espanya, a més de proves emblemàtiques com ara els Sis Dies d'Escòcia, els Tres Dies de Santigosa, els Tres Dies dels Cingles, el Trial de España a Califòrnia i altres. Entre els seus triomfs cal destacar-hi l'obtenció del Subcampionat d'Europa.
L'any 2001 aconseguí finalment proclamar-se Campió del Món en categoria Júnior, després d'obtenir un rècord de 10 victòries consecutives i havent guanyat 13 de les 18 proves disputades. Aquell mateix any aconseguí el títol de Campió d'Europa, guanyant 3 proves de les 5 disputades, i el subcampionat de França.
El 2002, com a pilot oficial de Beta, passà a competir al Campionat del Món en la categoria absoluta, acabant-hi en la desena posició final, i el 2003 repetí aquest resultat.

### 2004: Retirada
El 2004 acabè tretzè al mundial de trial. A finals de temporada, a causa de la manca de suport econòmic i de patrocinadors, Josep Manzano va disputar la seva darrera prova com a professional, concretament els 2 Dies de Supertrial de Ponte in Valtellina (Itàlia, els dies 23 i 24 d'octubre) i tot seguit es retirà definitivament de l'alta competició.
Josep Manzano viu a Mallorca de fa anys, on segueix competint com a aficionat de tant en tant en proves determinades, tant a l'illa com a la resta de les Balears, entre elles els Dos Dies de Trial Illa d'Eivissa.

## Palmarès

### Biketrial
| Any          | Categoria    | C. del Món | C. d'Esp. | C. Països Catalans | C. de Cat. | Tro. Gen. Cat. | Auto. Cat. | Títols |
| ------------ | ------------ | ---------- | --------- | ------------------ | ---------- | -------------- | ---------- | ------ |
| 1991         | Promeses     |            | 2n        | 1r                 | 1r         | 1r             |            | 3      |
| 1992         | Poussin      | 9è         | 3r        | 3r                 |            |                | 3r         | -      |
| 1993         | Poussin      | 2n         | 1r        | 1r                 |            |                | 1r         | 3      |
| Total títols | Total títols | -          | 1         | 2                  | 1          | 1              | 1          | 6      |
|              |              |            |           | 5 nacionals        |            |                |            |        |

Notes
1. ↑  Fins al 1991 inclòs, el biketrial s'anomenà oficialment trialsín
2. ↑  Al total de títols s'hi compten tots els campionats nacionals, estatals o internacionals guanyats

### Trial
| Any          | Motocicleta  | C. del Món outdoor | C. d'Espanya outdoor | C. d'Espanya indoor | Altres                                |
| ------------ | ------------ | ------------------ | -------------------- | ------------------- | ------------------------------------- |
| 1999         | Gas Gas      | -                  | 1r júnior            | -                   |                                       |
| 2000         | Sherco       | 16è                | -                    | -                   |                                       |
| 2001         | Sherco       | 13è                | 13è                  | -                   | Campió del Món júnior Campió d'Europa |
| 2002         | Beta         | 10è                | 6è                   | -                   | Campió d'Itàlia indoor                |
| 2003         | Beta         | 10è                | 9è                   | 7è                  |                                       |
| 2004         | Beta         | 13è                | 17è                  | -                   |                                       |
| Total títols | Total títols | 0                  | 1                    | 0                   | 3                                     |

1. ↑  Al total de títols s'hi compten tots els campionats estatals o internacionals guanyats